# Kruystraete
Kruystraete is een gehucht in de Franse gemeente Bambeke in het Noorderdepartement. Het gehuchtje ligt ongeveer twee kilometer ten oosten van het dorpscentrum van Bambeke. Het ligt op de grootste weg door de gemeente, die loopt tussen Steenvoorde en Hondschote (een onderdeel van de D947), op het kruispunt met de Rue de la Kruystraete naar het dorpscentrum van Bambeke en de Rue d'Oost Houck. Net ten zuiden van Kruystraete, op de grens met de gemeente Houtkerke, stroomt de IJzer die daarna Frankrijk verlaat en België binnenstroomt.